# لنگر (آیین سیک)

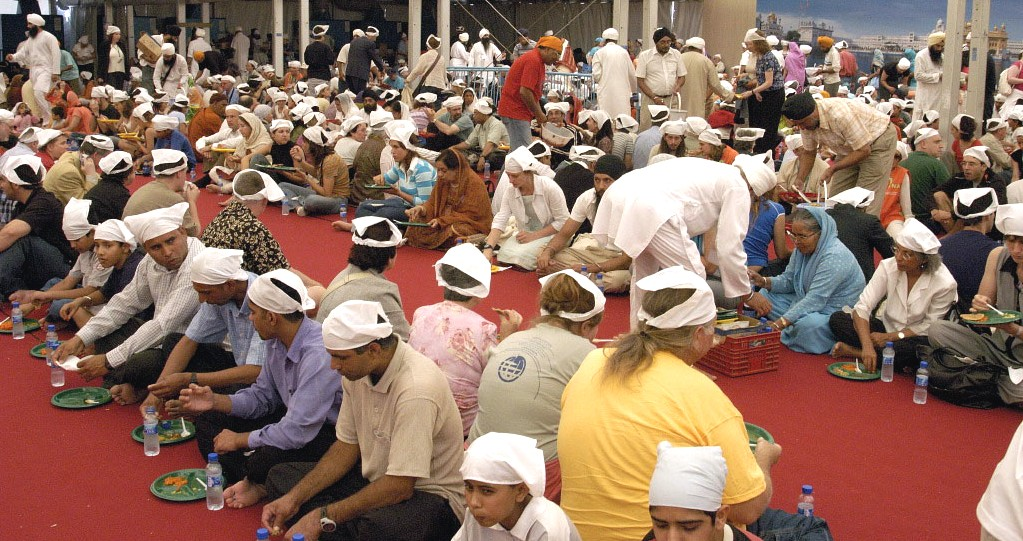
یک مراسم لنگر

در آیین سیک،  لنگر (پنجابی: ਲੰਗਰ) یک آشپزخانهٔ عمومی در گردواره است که افراد فارغ از تفاوت‌های مذهبی، نژادی و طبقاتی، وضعیت مالی، جنسیت و دین، می‌توانند دور سفره‌ای، به روی زمین، نشسته و به رایگان غذا صرف کنند. این اطعام توسط پیروان داوطلب (کار سواک) انجام می‌گیرد. خوراکی که در این مراسم طبخ می‌شود، همیشه ساتویک (غذای گیاه‌خواری بدون لبنیات) است.

## وجه تسمیه
لنگر واژه‌ای است که از زبان فارسی به زبان پنجابی که زبان اصلی سیک‌هاست، راه یافته‌است.

## ریشه‌شناسی
مفهوم صدقه و ارائه غذاهای پخته یا مواد خام نپخته به زاهدان و یوگی‌های سرگردان بیش از ۲۰۰۰ سال است که در فرهنگ‌های شرقی شناخته شده‌است. علی‌رغم حمایت‌های چند تن از حاکمان مسلمان سلطان‌نشین دهلی (و پس از آن امپراتوری گورکانی)، این اطعام‌دهی‌ها هیچگاه مداوم نشد ولی به مناسبت‌های مختلف، برای فقرا و عارفان این فرصت مهیا می‌شد که خوراک رایگان بخورند؛ اما همواره مختص به پیروان آیین یا طبقاتی خاص از جامعه بود و بیشتر به جشنواره‌های هندو یا اطعام عارفان صوفیه مرتبط می‌شد. با این حال، در دین سیک این اطعام همگانی گردید و غذاهایی بر سفره قرار گرفت که پیروان همهٔ ادیان هندوستان بتوانند از آن بهره ببرند و این به پذیرش بیشتر مذهب سیک انجامید.

## نگارخانه

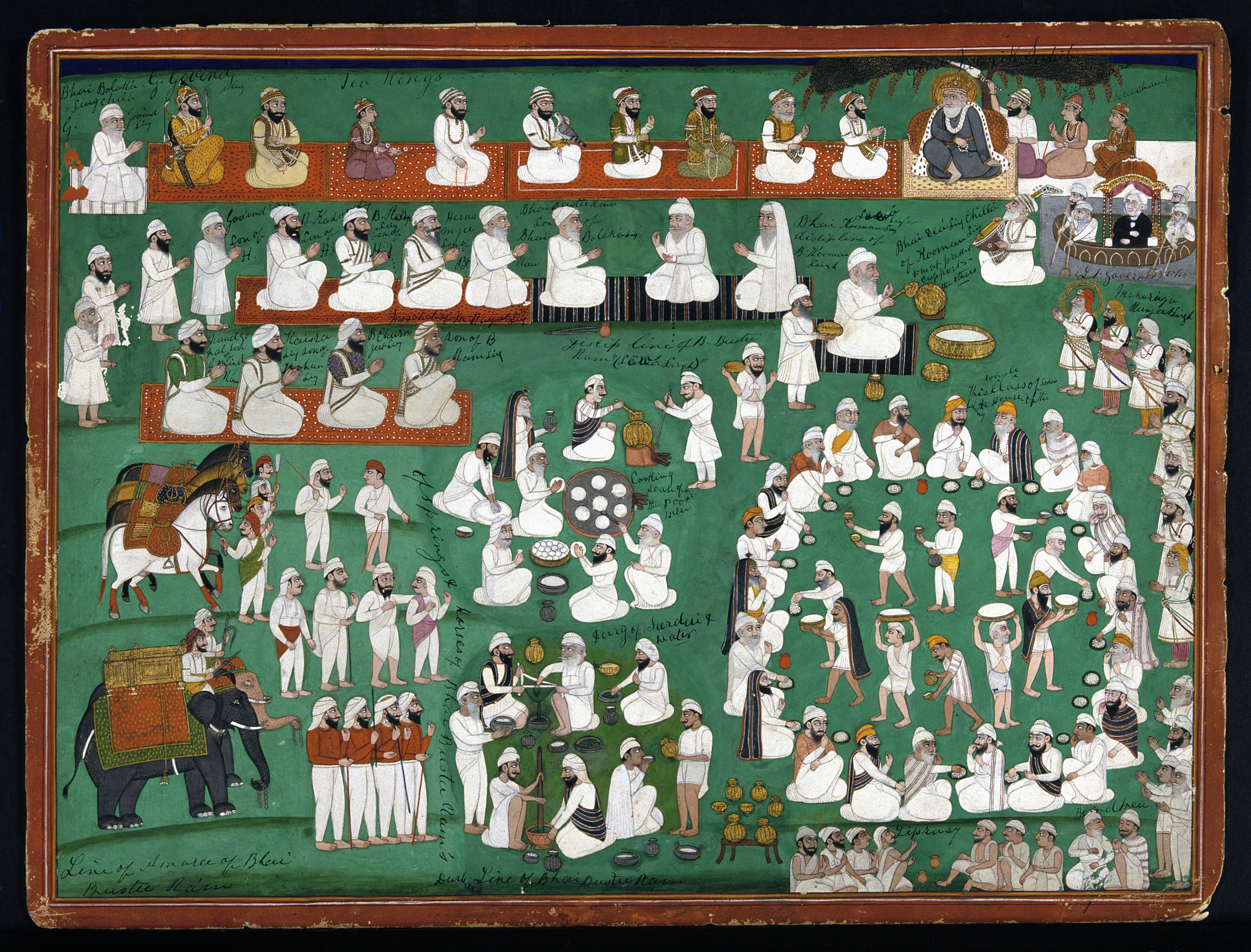
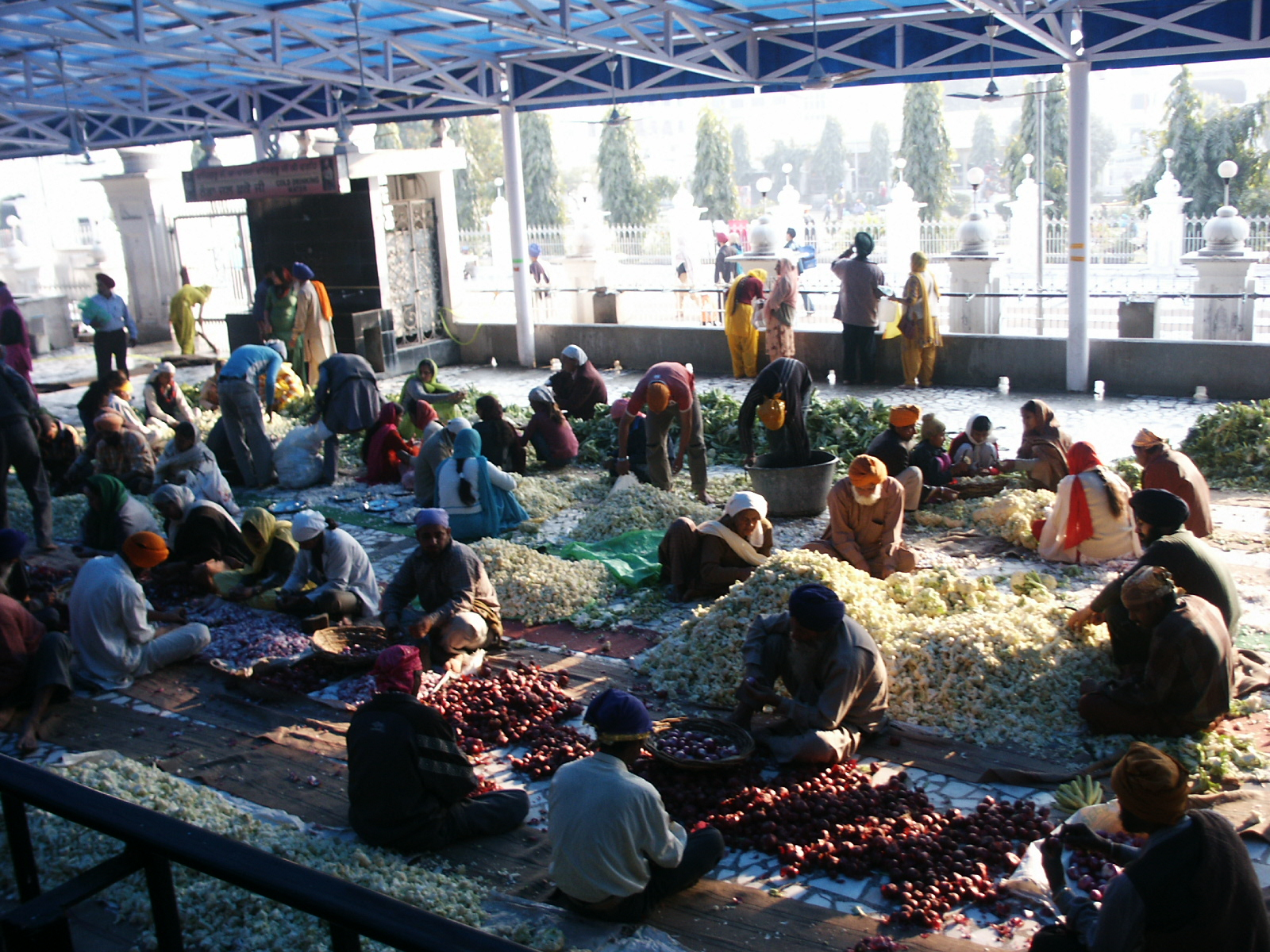
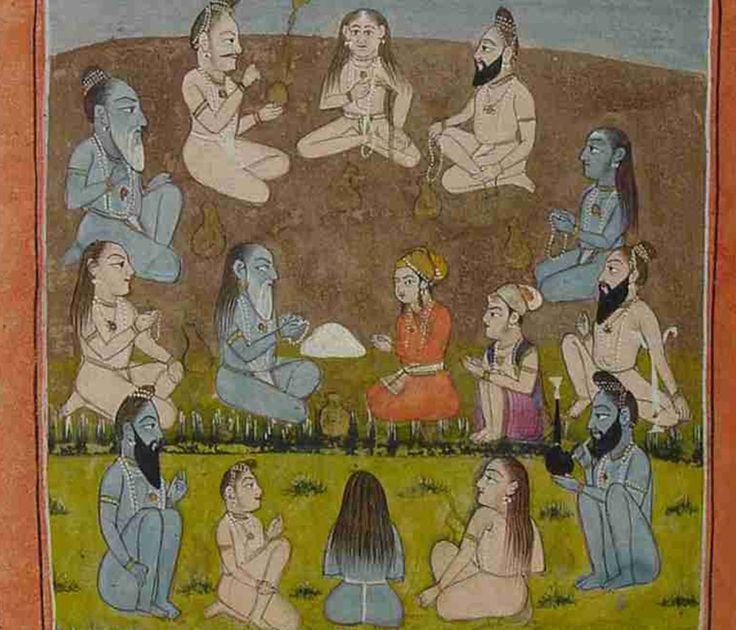
Janamsakhi painting showing Guru Nanak's dialogue with Sant Ren and feeding the hungry ascetics during the Sacha Sauda episode.
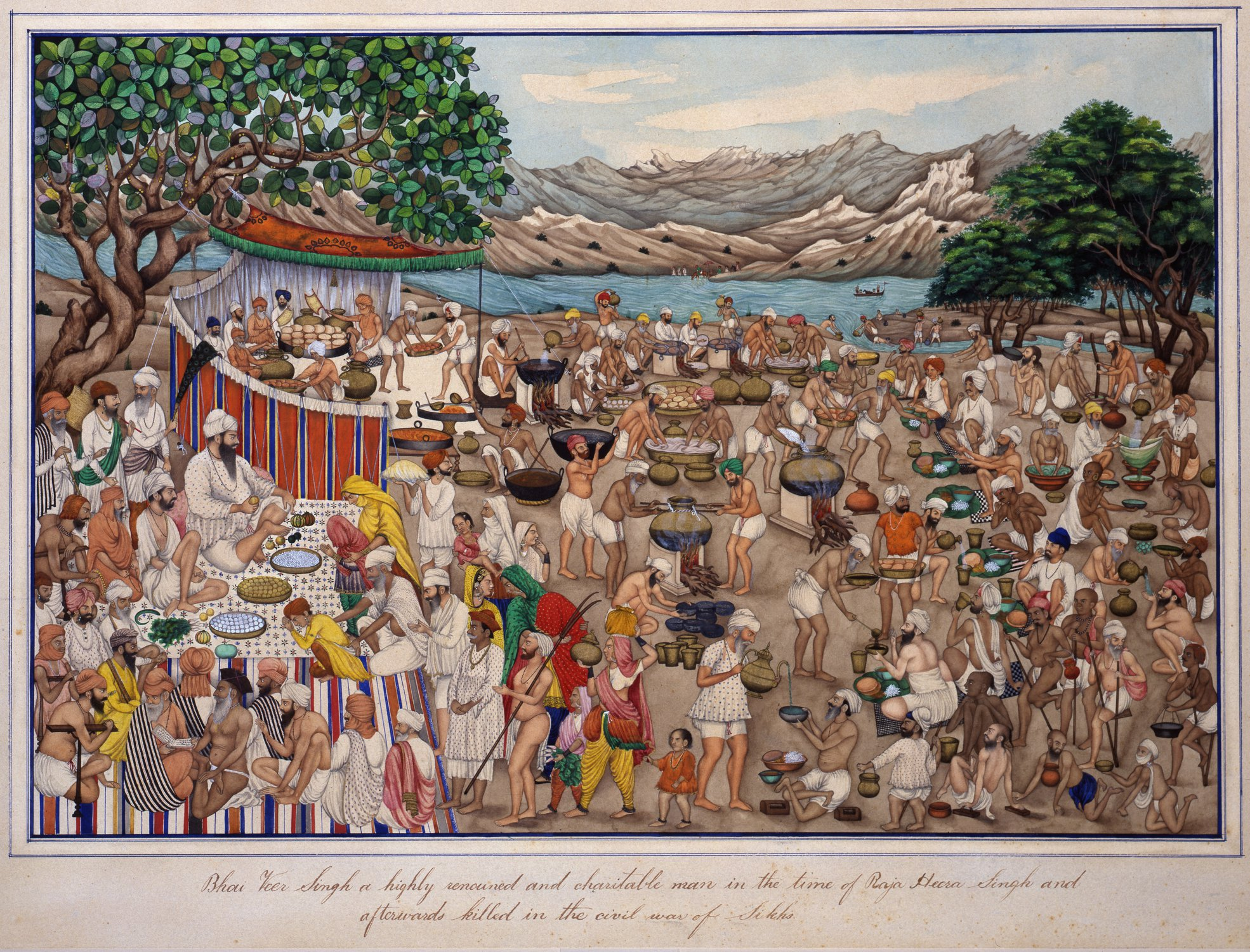
Langar taking place at the camp of Bir Singh Naurangabad, Punjab, ca.1850.